# Località Fantina - Fiume Fortore
Località Fantina - Fiume Fortore este o arie protejată (arie specială de conservare — SAC, sit de importanță comunitară — SCI, arie de protecție specială avifaunistică — SPA) din Italia întinsă pe o suprafață de 365 ha, integral pe uscat.

## Localizare
Centrul sitului Località Fantina - Fiume Fortore este situat la coordonatele 41°40′59″N 15°05′58″E / 41.683056°N 15.099444°E.

## Înființare
Situl Località Fantina - Fiume Fortore a fost declarat sit de importanță comunitară în septembrie 1995 pentru a proteja 41 de specii de animale. Alte tipuri de protecție:
- arie de protecție specială avifaunistică (în aprilie 2005)
- arie specială de conservare (în martie 2017)[2][3][4]

## Biodiversitate
Situată în ecoregiunea mediteraneană, aria protejată conține 2 habitate naturale: Galerii de Salix alba și de Populus alba, Pseudostepă cu ierburi și specii anuale de Thero-Brachypodietea.
La baza desemnării sitului se află mai multe specii protejate:
- păsări (39): fluierar de munte (Actitis hypoleucos), pescăruș albastru (Alcedo atthis), egretă mare (Ardea alba), stârc roșu (Ardea purpurea), stârc galben (Ardeola ralloides), pasărea ogorului (Burhinus oedicnemus), fugaci roșcat (Calidris ferruginea), fugaci mic (Calidris minuta), bătăuș (Calidris pugnax), caprimulg (Caprimulgus europaeus), erete de stuf (Circus aeruginosus), erete vânăt (Circus cyaneus), erete cenușiu (Circus pygargus), dumbrăveancă (Coracias garrulus), egretă mică (Egretta garzetta), presură de grădină (Emberiza hortulana), Emberiza melanocephala, Falco biarmicus, șoim călător (Falco peregrinus), șoimul rândunelelor (Falco subbuteo), vânturel de seară (Falco vespertinus), Gallinago media, piciorong (Himantopus himantopus), sitar de mâl (Limosa limosa), prigoare (Merops apiaster), gaia neagră (Milvus migrans), gaia roșie (Milvus milvus), Numenius arquata arquata, stârc de noapte (Nycticorax nycticorax), vultur pescar (Pandion haliaetus), viespar (Pernis apivorus), lopătar (Platalea leucorodia), cresteț pestriț (Porzana porzana), cristei de baltă (Rallus aquaticus), ciocântors (Recurvirostra avosetta), fluierar de mlaștină (Tringa glareola), fluierarul de zăvoi (Tringa ochropus), fluierarul cu picioare roșii (Tringa totanus), Zapornia parva
- nevertebrate (1): Osmoderma eremita
- pești (1): Alosa fallax

Pe lângă speciile protejate, pe teritoriul sitului au mai fost identificate 2 specii de plante, 1 specie de nevertebrate, 1 specie de pești.